# Onnia (schimmelgeslacht)
Onnia  is een geslacht van schimmels behorend tot de familie Hymenochaetaceae. De typesoort is Onnia circinata.

## Soorten
Volgens Index Fungorum telt het geslacht tien soorten (peildatum april 2022):
| Soortnaam                                  | Auteur(s)            | Publicatiejaar |
| ------------------------------------------ | -------------------- | -------------- |
| Onnia circinata                            | (Fr.) P. Karst.      | 1889           |
| Onnia incisa                               | (Lloyd) Imazeki      | 1952           |
| Onnia kesiyae                              | M. Zhou & F. Wu      | 2018           |
| Onnia microspora                           | Y.C. Dai & L.W. Zhou | 2017           |
| Onnia orientalis                           | (Lloyd) Imazeki      | 1943           |
| Onnia subpertusa                           | Imazeki              | 1943           |
| Onnia subtriquetra                         | Vlasák & Y.C. Dai    | 2017           |
| Onnia tibetica                             | Y.C. Dai & S.H. He   | 2017           |
| Onnia tomentosa (Dennenvoetweerschijnzwam) | (Fr.) P. Karst.      | 1889           |
| Onnia triquetra                            | (Pers.) Imazeki      | 1955           |